# Бунки
Бунки (文亀) је јапанска ера (ненко) која је настала после Меио и пре Еишо ере. Временски је трајала од фебруара 1501. до фебруара 1504. године и припадала је Муромачи периоду. Владајући монарх био је цар Го Кашивабара. Име ере је донето како би се испратила годишњица устоличења цара Го Кашивабаре и прославила 58 годишњица кинеског зодијака.

## Важнији догађаји Бунки ере
- 1501. (Бунки 1): Бивши шогун Јошимура прогнан је у провинцију Суруга где је живео у дому даимјоа истог хана. Тамо је променио име у Ашикага Јошитане и окупио војску западних провинција како би потпомогла његовим циљевима. На његовој страни, као главни вођа свих провинција (кинаи) изабран је Хосокава Масамото.[3]
- 1502. (Бунки 2, седми месец): Минамото но Јошитака је уздигнут на други ранк треће класе званичника дворске хијерархије на шта је изразио захвалност цару због исказане части и поверења. Истог месеца Ашикага Јошитака мења име у Јошизуми.[4]
- 1503. (Бунки 3): Током лета настала је велика суша у земљи.[4]